# Gązewnik akacjowy
Gązewnik akacjowy (Plicosepalus acaciae (Zucc.) Wiens & Polhill) – gatunek roślin z rodziny gązewnikowatych (Loranthaceae). Jego zasięg geograficzny obejmuje obszar od Omanu i Jemenu po Izrael, Egipt, Sudan, Etiopię i Erytreę.

## Morfologia

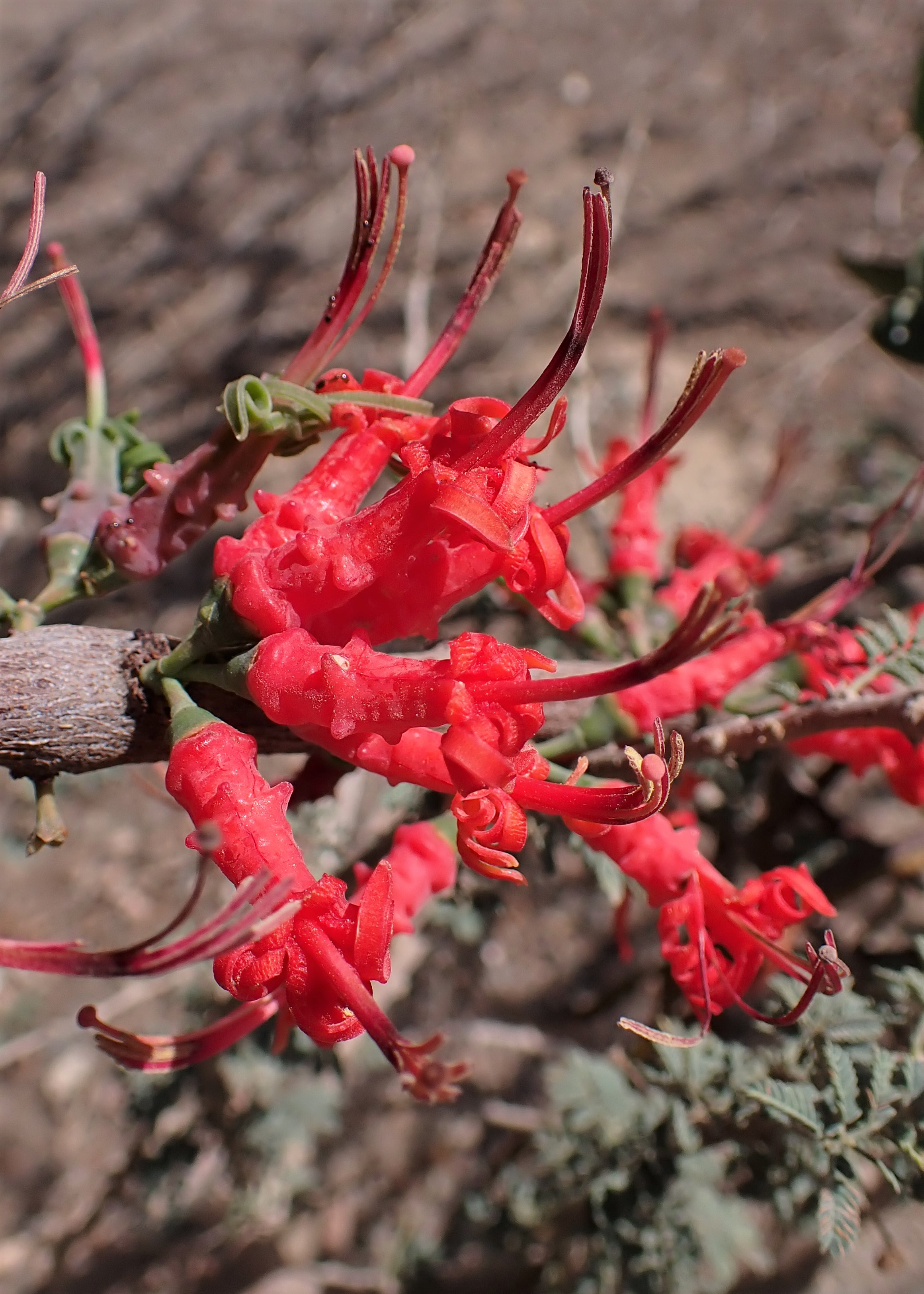
Kwiaty

Ma eliptyczne liście o długości 3–7, 5 cm, szerokości 0,5–3 cm, wyrastające na ogonku o długości 3–10 mm. Wierzchołek liścia jest lancetowaty, lub eliptyczny, czasami zakrzywiony, blaszka liściowa ze słabo widocznymi 3–5 nerwami. Kwiaty wyrastają po 2–4 z nasady liści i mają długość do 3–4,5 cm. Kolor jasnoczerwony, czasami pomarańczowy lub żółty.

## Biologia i ekologia
Półpasożyt, rosnący na gałęziach drzew i krzewów z rodzajów akacja, głożyna i tamaryszek. Występuje na pustyniach i półpustyniach. W Izraelu kwitnie przez 10 miesięcy, od połowy czerwca do połowy kwietnia. Niektóre okazy kwitły dwa razy w ciągu roku. Wytwarza kwiaty żeńskie lub obupłciowe. W okresie letnim wytwarza więcej kwiatów żeńskich, w zimie więcej kwiatów obupłciowych. Latem zapylane są przez owady lub ptaki, zimą niemal wyłącznie przez nektarnika palestyńskiego. Samopylność nie występuje.

## Obecność w kulturze
J. Maillat i S. Maillat, a także N. H. Moldenke, A. L. Moldenke (botanicy, badacze roślin biblijnych) sugerują, że gązewnik akacjowy mógł być krzewem gorejącym na pustyni, przy którym do Mojżesza miał przemówić Bóg (Księga Wyjścia 3,2–3). N. Haureveni odrzuca tę sugestię, zwracając uwagę, na to że Mojżesz przez wiele lat przebywając na pustyni nie powinien nie rozpoznać gązewnika – rośliny w tamtych rejonach dość pospolitej.